# Kisaragi (Schiff, 1925)
Die Kisaragi (japanisch 如月 ‚Februar‘) war ein Zerstörer der Mutsuki-Klasse der Kaiserlich Japanischen Marine, der von 1925 bis 1941 in Dienst stand.

## Geschichte

### Bau
Die spätere Kisaragi wurde am 3. Juni 1924 auf der Marinewerft in Maizuru mit der Bezeichnung Zerstörer Nr. 21 (jap. 第十九号駆逐艦, dt. „Dai-21-Gō kuchikukan“) auf Kiel gelegt und lief am 5. Juni 1925 vom Stapel. Nach Ausrüstung und Erprobung erfolgte die Indienststellung am 21. Dezember 1925.

### Einsatzgeschichte
Das Schiff wurde auf der Marinewerft Maizuru gebaut und lief dort am 5. Juni 1925 vom Stapel. Die Indienststellung erfolgte am 21. Dezember 1925.
Die Kisaragi wurde vier Tage nach dem Angriff auf Pearl Harbor versenkt und war damit das zweite größere Kriegsschiff, welches die Japaner im Pazifikkrieg verloren (nach der Hayate).
Das Schiff war von Truk aus nach Wake aufgebrochen und nahm dort an der Schlacht um Wake teil. Es unterstützte den ersten Landungsversuch der Japaner am 11. Dezember. Während sich die Kisaragi von den Kampfhandlungen entfernte, wurde der Zerstörer von vier amerikanischen Grumman F4F angegriffen. Der Pilot Henry T. Elrod schaffte es, das Heck der Kisaragi mit 100-Pfund-Bomben zu treffen, wodurch die dort gelagerten Wasserbomben explodierten. Infolgedessen sank der Zerstörer etwa 48 km südwestlich von Wake bei 18° 55′ N, 166° 17′ O. Die gesamte Besatzung kam dabei ums Leben.